# 슬로보단 닌코비치
슬로보단 닌코비치(세르비아어: Слободан Нинковић, Slobodan Ninković, 1956년 11월 25일~)는 세르비아의 배우이다.

## 출연 작품

### 영화
- 코리올라누스: 세기의 라이벌 (2011년) - 참전 용사 역
- 캣 런 (2011년)
- 세인트 조지 슈츠 더 드래곤 (2009년)
- 한겨울 밤의 꿈 (2004년)
- 기적의 시대 (1989년)